# 합천 해인사 대적광전
합천 해인사 대적광전(陜川 海印寺 大寂光殿)은 경상남도 합천군 가야면, 해인사에 있는 건축물이다. 1985년 11월 14일 경상남도의 유형문화재 제256호로 지정되었다.

## 개요
팔만대장경이 보관되어 있는 해인사는 통일신라 애장왕 3년(802)에 지어졌다. 중심 법당인 대적광전은 2층 건물로 비로전이라 불리다가, 조선 성종 19년(1488)에 다시 지으면서 대적광전으로 이름을 바꾸었다. 그 뒤 여러 차례의 화재가 있어 옛 모습을 찾아 볼 수 없고 지금의 건물은 순조 17년(1817)에 다시 지은 것을 1971년 대폭 수리한 것이다.
앞면 5칸·옆면 4칸 규모로 지붕 옆면이 여덟 팔(八)자 모양인 팔작지붕집이다. 내부에는 중앙의 비로자나불을 중심으로 좌우에 문수보살과 보현보살을 모시고 있다.

## 참고 자료
- 해인사대적광전 - 국가유산청 국가유산포털